# Quimper

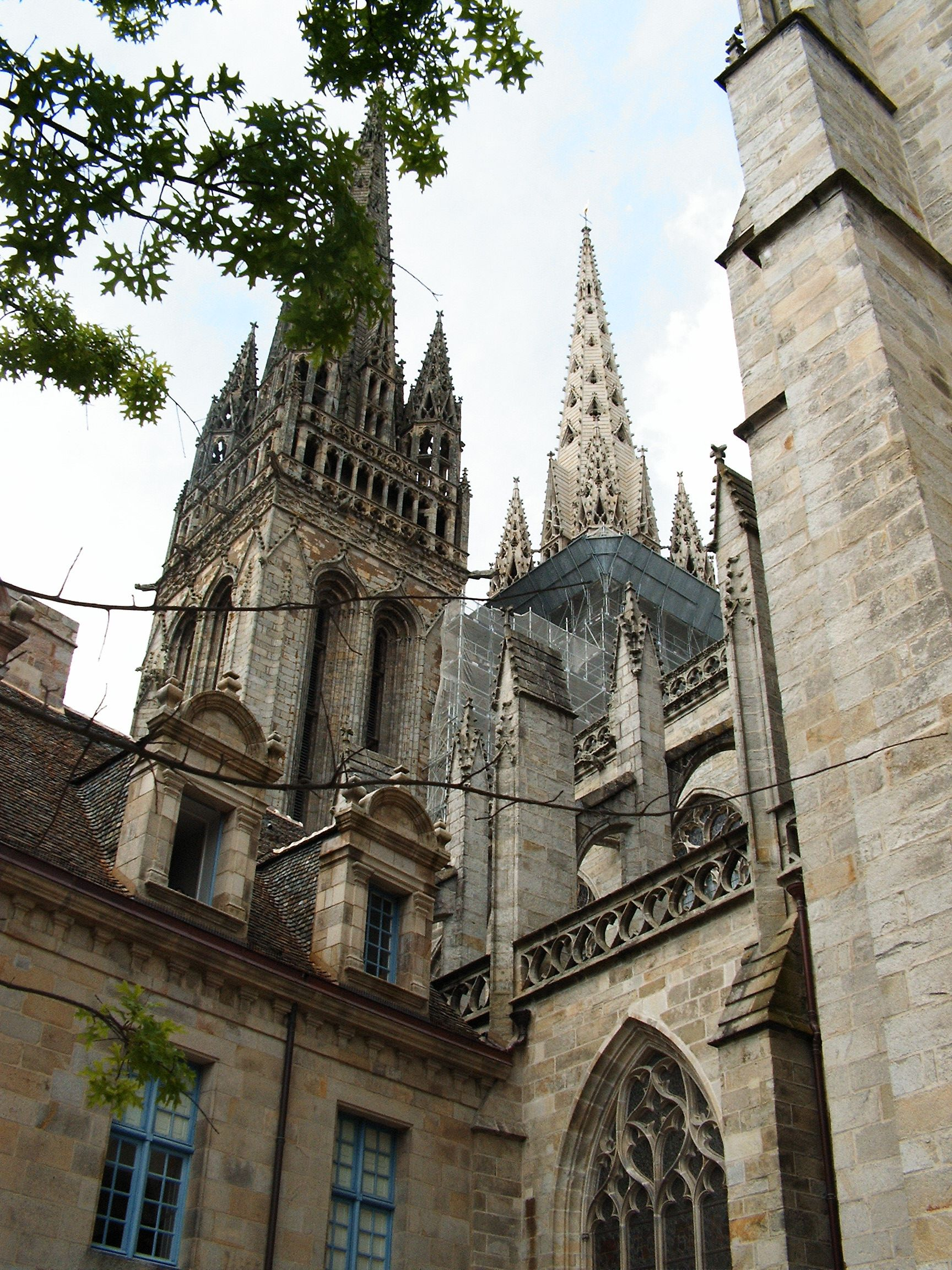
Katedralen Saint-Corentin i Quimper

Quimper (bretonska: Kemper) är en stad i nordvästra Frankrike på halvön Bretagne med 64 530 invånare (2022). Den är belägen nära kusten vid floden Odet, cirka 70 km sydost om Brest och den är huvudstad i departementet Finistère.
Staden är en ofta besökt turistort, och där finns sedan 1600-talet fajanstillverkning. Quimpers gotiska katedral uppfördes mellan 1239 och 1515. Den återinvigdes efter 20 års restaurering 2010.

## Etymologi
Kemper kommer från bretonskans sammanflöde.

## Befolkningsutveckling
Antalet invånare i kommunen Quimper
Referens:INSEE

## Galleri

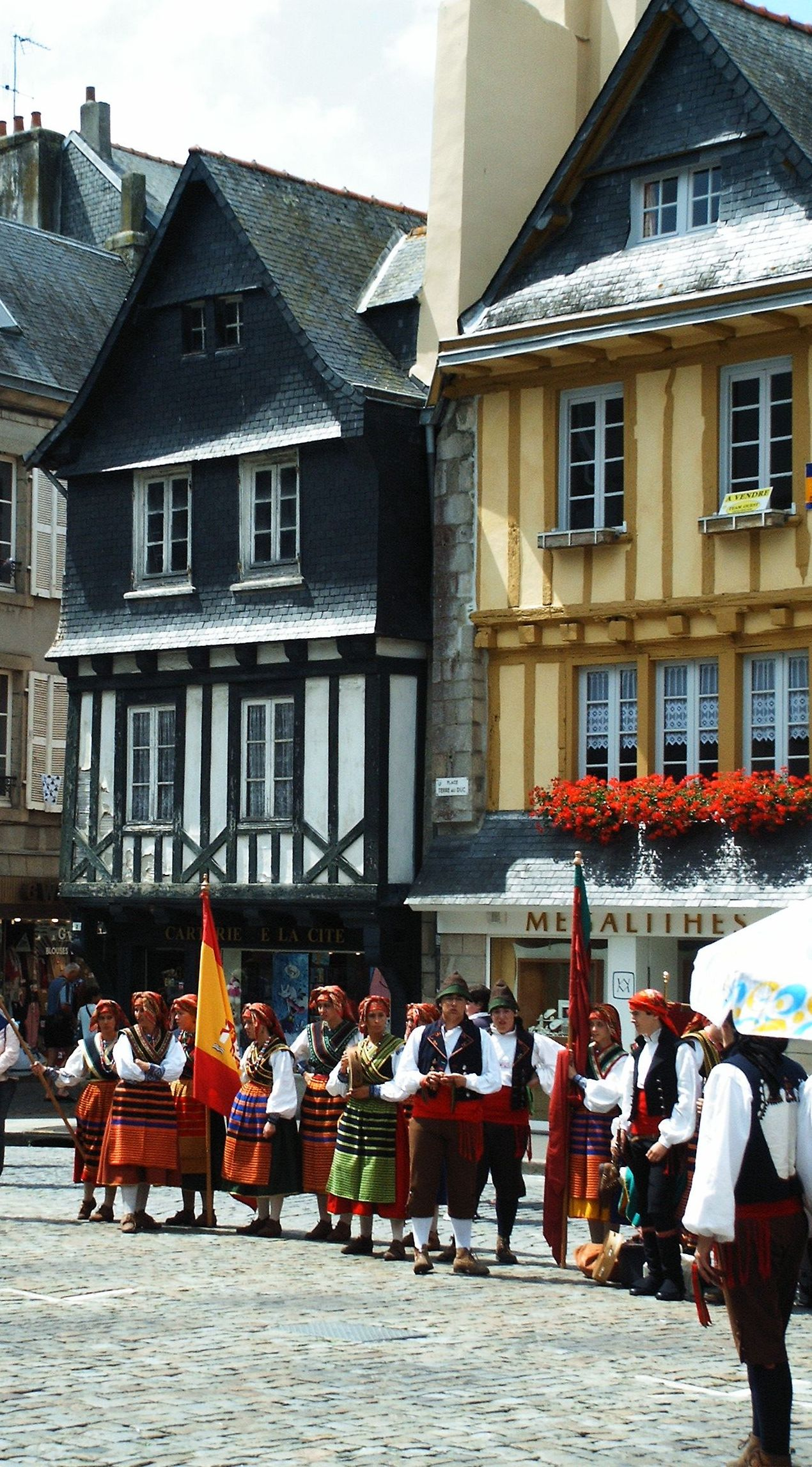
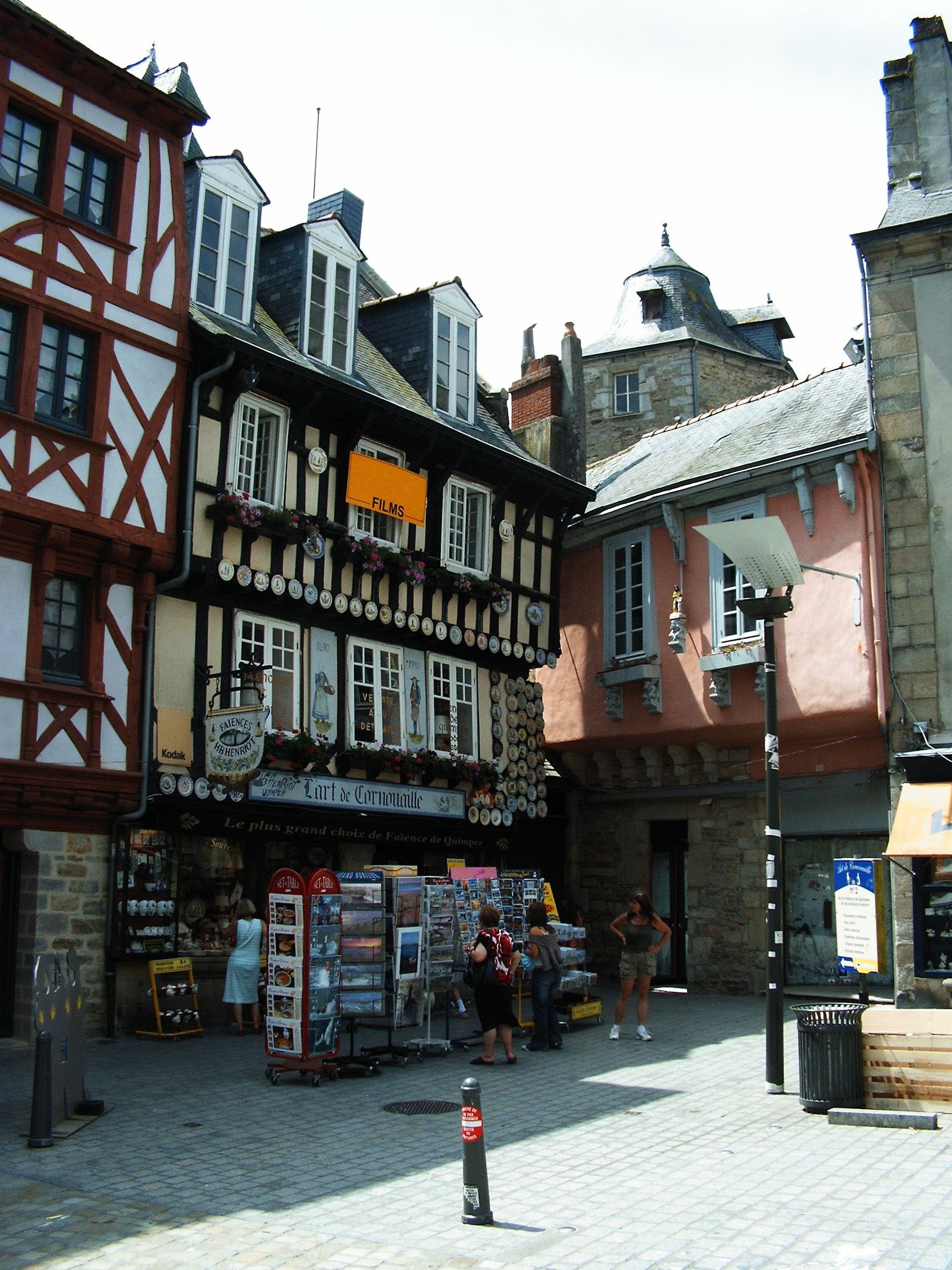
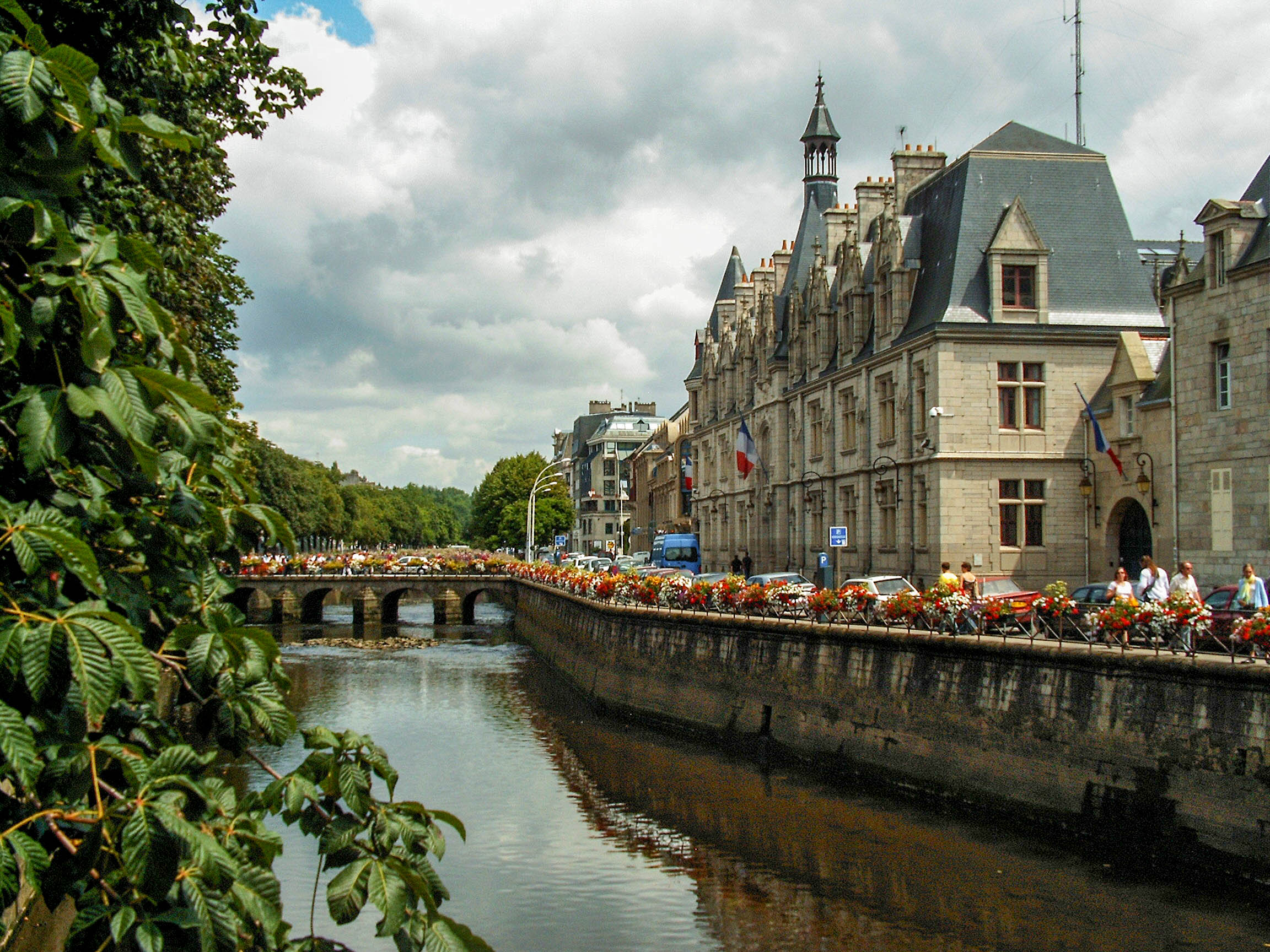
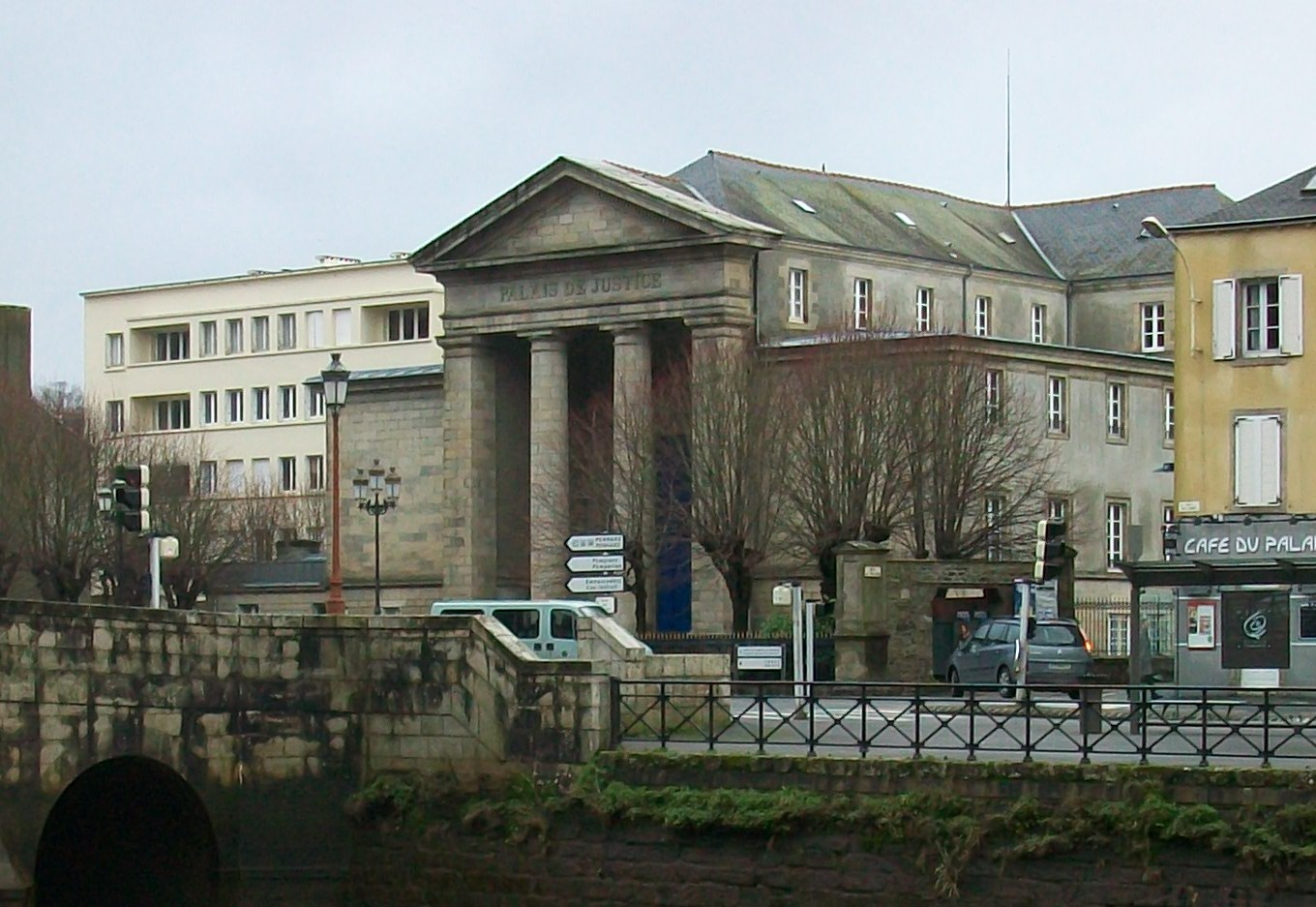
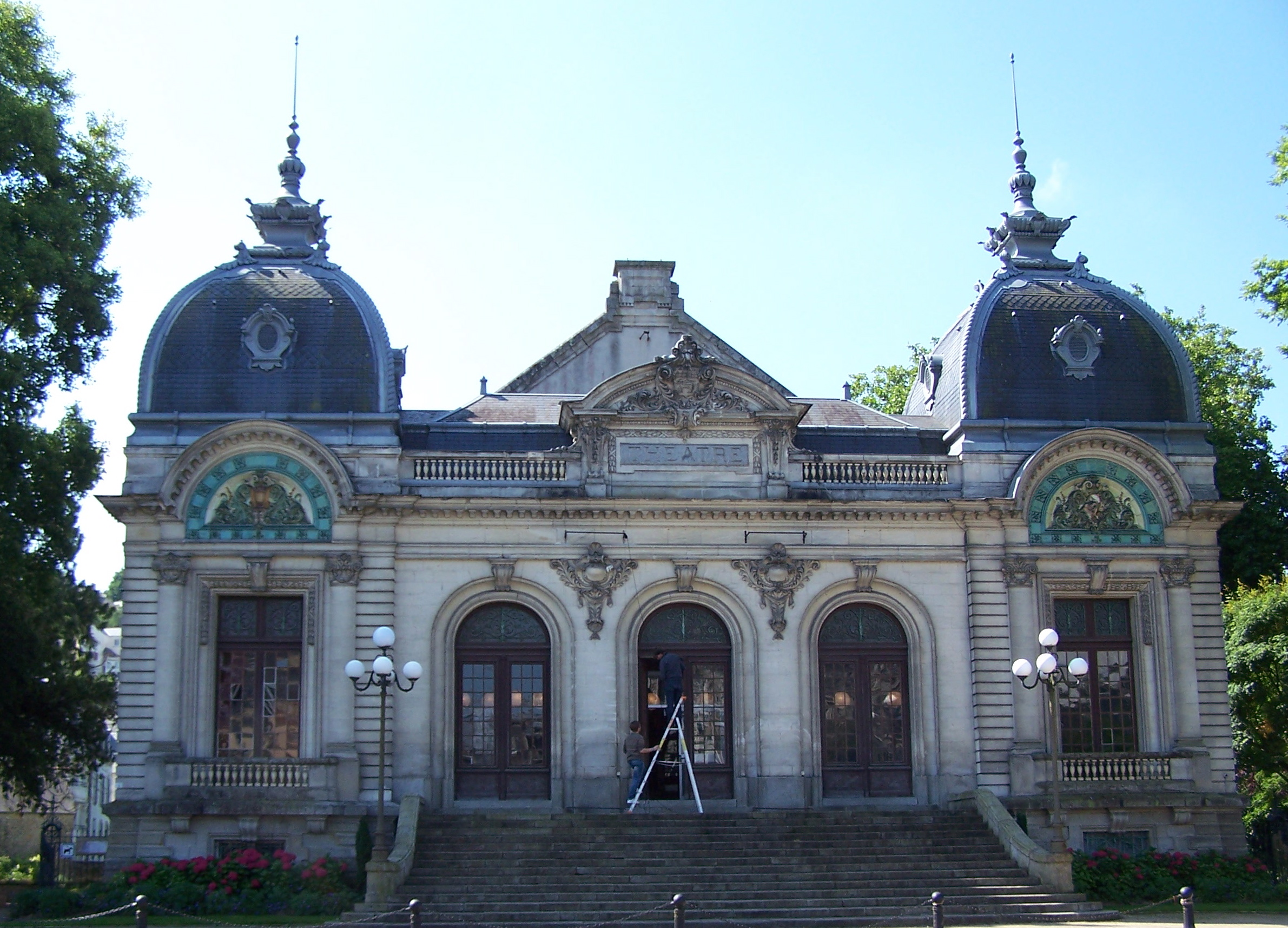
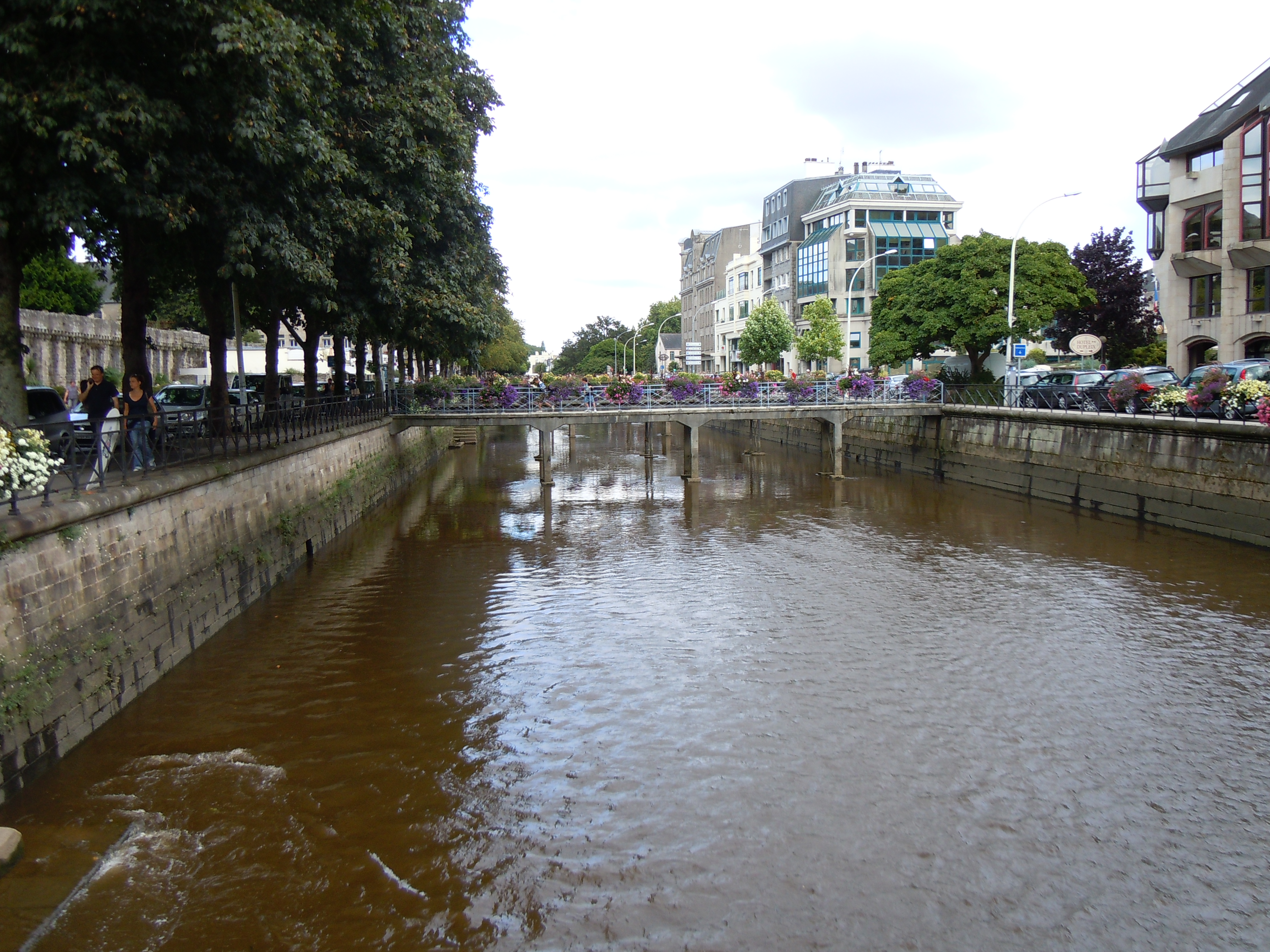
Genom Quimper flyter floden Odet.

## Borgmästare
- Léon Goraguer, Franska sektionen av Arbetarinternationalen, 1967–1975
- Jean Lemeunier, Socialistiska partiet, 1975–1977
- Marc Bécam, Samling för Republiken, 1977–1989
- Bernard Poignant, Socialistiska partiet, 1989–2001
- Alain Gérard, Samling för Republiken, 2001–2008
- Bernard Poignant, Socialistiska partiet, 2008–2014
- Ludovic Jolivet, Union pour un Mouvement Populaire, 6 april 2014–5 juli 2020[4]
- Isabelle Assih, Socialistiska partiet, 5 juli 2020–

Denna lista hämtas från Wikidata. Informationen kan ändras där.

## Sport
Volleybollklubben Quimper Volley 29 kommer från staden.